# Septoria petroselini
Septoria petroselini är en svampart som beskrevs av Desm. 1843. Septoria petroselini ingår i släktet Septoria och familjen Mycosphaerellaceae.   Inga underarter finns listade i Catalogue of Life.